# まっくろけ
「まっくろけ」は、1986年9月5日に発売された爆風スランプ7枚目のシングル。

## 概要
3rdアルバム「楽」の先行シングルとなった。'86秋「ウールマーク」CMソング。

## 収録曲
1. まっくろけ
作詞:サンプラザ中野　作曲:ファンキー末吉　編曲:中村哲
2. 1986年の背泳
作詞:サンプラザ中野　作曲:パッパラー河合　編曲:バナナ

## 収録アルバム
- 楽 (#1,2)
- SINGLES (#1)
- GOLDEN☆BEST 爆風スランプ ALL SINGLES (#1)
- 40th Anniversary BEST IKIGAI 2024 （#1、2024Retake Ver.）